# Urfa kebab

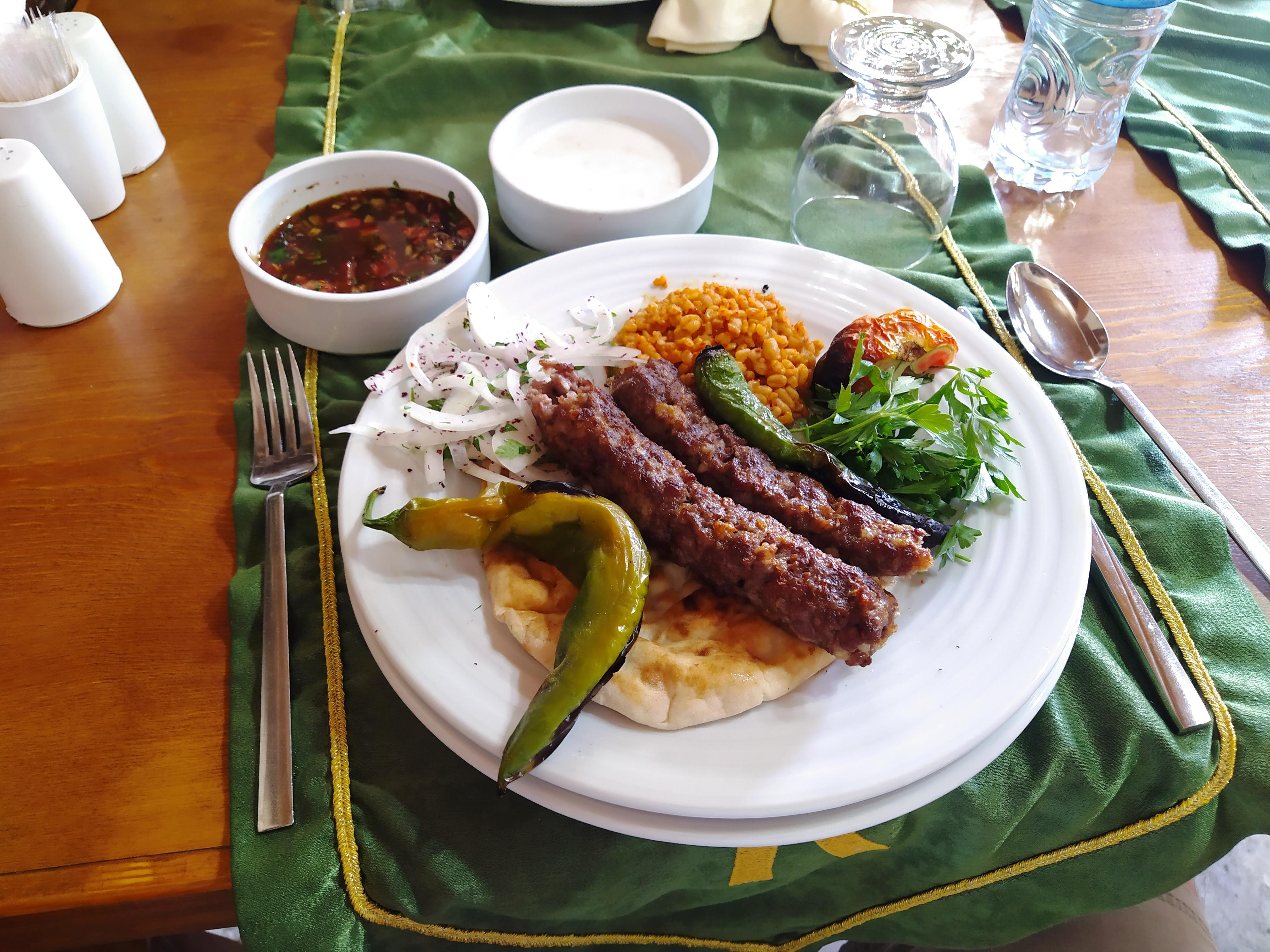
Urfa kebab.

L'Urfa kebab est un mets des cuisines turque et kurde (en). Ce type de kebab est originaire de la région de Şanlıurfa, ville couramment  appelée « Urfa ». Il est également appelé « kebab au pavot », (en turc : haşhaş kebap).
Par rapport à l'Adana kebab, de forme similaire, le mélange d'épices est différent et moins piquant. L'assaisonnement se fait avec des piments d'Urfa ou de Maras, plus goûteux et moins piquants que ceux employés plus à l'ouest du pays. La viande employée est une viande de mouton, coupée au « zırh », un type de couteau à lame recourbée. La viande ainsi hachée est mélangée à de la tomate pelée, de l'origan, du cumin, du sel et du piment d'Urfa. Le mélange est déposé sur de longues brochettes métalliques et la préparation est mise à cuire, souvent directement sur le charbon.
La viande, débarrassée de sa brochette, est servie saupoudrée de graines de pavot.